# Petroica muntanyenca
La petroica muntanyenca (Petroica bivittata) és una espècie d'ocell passeriforme de la família dels petròicids que habita les boscos, els pastures i les praderies de les muntanyes d'Indonèsia i Papua Nova Guinea.
El seu nom específic, bivittata, significa 'de dues ratlles'.